# سوبك (حي)
حي سوبك (هانغل: 서 북구؛ هانجا: 西北 區؛ دونغنام-غو) هو حي غير مستقل يقع في مدينة تشيونان في مقاطعة تشنغتشونغ الجنوبية، كوريا الجنوبية.